# Брашишките, Гражина Станиславовна
Гражи́на Станисла́вовна Брашишките (лит. Gražina Brašiškytė; 1920—1983) — советский художник-постановщик.

## Биография
Родилась 19 октября 1920 года в городе Шяуляй.
В 1937 году поступила в Каунасскую художественную школу, а в начале Великой Отечественной войны вместе с семьёй уехала в Алма-Ату, где продолжила обучение на отделении мультипликации ВГИКа, эвакуированного в столицу Казахской ССР. Своё образование закончила в Москве в 1948 году, после чего вернулась в Литовскую ССР. Затем Гражина Брашишките снова уехала в Москву, где была принята на работу на киностудию «Союзмультфильм» — сначала работала ассистентом художника-постановщика, с 1956 года — художник-постановщик.
В 1955 году она дебютировала как художник-постановщик в мультипликационном фильме «Заколдованный мальчик». Поставила более двадцати мультфильмов, писала сюжеты для советского сатирического киножурнала «Фитиль».

Среди её наград — Приз «Серебряный лотос» Международного кинофестиваля в Индии за фильм «Дракон» (1961) и признание фильма «Тараканище» лучшим фильмом года (1963).
Умерла 10 мая 1983 года в Москве.

## Фильмография

### Художник-постановщик
- 1955 «Заколдованный мальчик»
- 1957 «Верлиока»
- 1957 «Исполнение желаний»
- 1958 «Тайна далёкого острова»
- 1959 «Янтарный замок»
- 1961 «Дракон»
- 1962 «Зелёный змий»
- 1963 «Тараканище»
- 1964 «Можно и нельзя»
- 1965 «Здравствуй, атом!»
- 1966 «Вы купили зонтик?»
- 1966 «Знакомые лица»
- 1967 «Штурмовщина» («Фитиль» № 59)
- 1967 «Заправочные консервы»[1]
- 1968 «Дамские головные уборы»[1]
- 1968 «Светлячок № 8»
- 1969 «Мы ищем кляксу»
- 1970 «Быль-небылица»
- 1971 «Чужие следы»
- 1972 «Заветная мечта»
- 1973 «Новеллы о космосе»
- 1974 «Пони бегает по кругу»
- 1975 «Я вспоминаю…»

### Ассистент художника
- 1950 «Лиса-строитель»
- 1951 «Друзья-товарищи»
- 1951 «Сердце храбреца»
- 1952 «Аленький цветочек»
- 1953 «Храбрый Пак»
- 1953 «Непослушный котёнок»
- 1954 «Золотая антилопа»
- 1954 «На лесной эстраде»